# Loch Watten
Loch Watten är en sjö i Storbritannien.   Den ligger i kommunen Highland och riksdelen Skottland, i den norra delen av landet, 800 km norr om huvudstaden London. Loch Watten ligger 15 meter över havet. Arean är 3,5 kvadratkilometer. Trakten runt Loch Watten består i huvudsak av gräsmarker. Den sträcker sig 2,7 kilometer i nord-sydlig riktning, och 3,8 kilometer i öst-västlig riktning.